# Cases al carrer Sant Tomàs, 6-7 (Olot)
Les Cases al carrer Sant Tomàs, 6-7 és una obra d'Olot (Garrotxa) inclosa a l'Inventari del Patrimoni Arquitectònic de Catalunya.

## Descripció
La casa núm. 6-7 és una casa entre mitgeres, de planta rectangular i teulat a dues aigües, de planta baixa amb locals comercials, entresòl i dos pisos superiors. Cal destacar l'ornamentació de les obertures fetes amb guardapols d'estuc i motius de fullatges estilitzats. La façana va ser estucada imitant carreus de pedra.
La casa núm. 3 és una casa entre mitgeres de planta rectangular i teulat a dues aigües. Disposa de baixos amb locals comercials, entresòl i dos pisos superiors. Cal destacar els frisos ornats amb fullatges i flors estilitzades que marquen la separació dels pisos. La façana va ser estucada imitant carreus de pedra.

## Història
Durant el segle xvi la ciutat d'Olot viu uns moments de gran prosperitats econòmiques, molts immigrants de remença arriben a la vila i el creixement urbà es fa necessari. S'edifiquen el Carrer Major, part del carrer de Sant Rafael, el carrer dels Sastres, la Plaça Major i la majoria dels seus carrers adjacents.
Durant els segles XVIII-XIX i XX es fan reformes en els carrers esmentats penetrant l'estil neoclàssic, l'eclecticisme i per damunt de tot el Modernisme i el Noucentisme.